# Xã Danvers, Quận McLean, Illinois
Xã Danvers (tiếng Anh: Danvers Township) là một xã thuộc quận McLean, tiểu bang Illinois, Hoa Kỳ. Năm 2010, dân số của xã này là 1.925 người.

## Lịch sử
Thị trấn Danvers được đặt theo tên của Danvers, Massachusetts.

## Địa lý
Theo điều tra dân số năm 2010, thị trấn có tổng diện tích 45,15 dặm vuông (116,9 km2), trong đó 45,1 dặm vuông (117 km2) (hoặc 99,89%) là đất và 0,05 dặm vuông (0,13 km2) (hoặc 0,11%) là nước.